# Cammino anaplerotico
Il cammino anaplerotico comprende quello che è il ciclo del gliossilato, ciclo innescato dall'acetil-CoA: ciò accade attraverso un corpo vegetale o animale.
Discostato dal ciclo di Krebs per via dell'isocitrato ed evita reazione che provocano dispersione di CO2; 
Due enzimi fondamentali consentono il ciclo ovvero l'isocitrato liasi (ICL) e la malato sintasi (MS).
La via del gliossilato avviene in parte nei gliossisomi e in parte nei mitocondri, il ciclo del gliossilato consente la sintesi del succinato  partendo da due molecole di acetato formando così acetil-CoA;
Reazione complessiva:
{\displaystyle {\ce {2 acetil-CoA + 2H2O + NAD+ = succinato + 2CoA + NADH + H+}}}

## Gliossisomi
Parte del malato viene adoperata dallo stesso ciclo mentre l'eccesso viene ad uscire dal citosol, in questo momento parte dell'acido ossalacetico viene operata dalla malato deidrogenasi citosolica, l'acido ossalacetico prodotto è il substrato dell’enzima fosfoenolpiruvato carbossichinasi con la seguente formazione del fosfoenolpiruvato con formazione del fosfoenolpiruvato. Quest’ultimo ripercorre la gluconeogenesi.
Il ciclo del gliossilato può rifornire di intermedi il ciclo di Krebs compiendo così la funzione anaplerotica e di conservare unità carboniose che sarebbero altrimenti ossidate e perdute per le vie biosintetiche.
Inoltre questo comporta anche un meccanismo importante nella germinazione dei semi oleosi, che viene utilizzato l’acetil-CoA proveniente dal catabolismo dei gliceridi.
Quello che si ottiene è la conversione da acidi grassi a carboidrati.

## Funzioni
Il ciclo consente alla pianta di creare scheletri carboniosi in assenza di fotosintesi, ed anche di esportare l'energia dei lipidi di riserva in zuccheri solubili.